# Andries Jager
Andries Jager (beter bekend als A. Jager, Amsterdam, 4 mei 1825 – Hilversum, 17 november 1905) was een Nederlandse boekhandelaar, uitgever, fotograaf en kunsthandelaar, gespecialiseerd in het uitgeven van stereofotografie en fotografische uitgaven in boekvorm (vooral leporello’s). Hij was werkzaam actief in de gehele tweede helft van de 19e eeuw, van 1849 tot 1899.

## Leven en werk
Onder zowel verzamelaars als onderzoekers van de 19e-eeuwse fotografie in Nederland geniet de naam A. Jager in Amsterdam grote bekendheid. Met zijn initiatieven om Nederlandse topografische en culturele onderwerpen fotografisch vast te leggen en in zeer vele uitvoeringen uit te geven, verschafte hij wereldwijd (vooral toeristen in binnen- en buitenland) zowel tijdgenoten als toekomstige generaties een visueel historische informatiebron. 
Op het gebied van stadstopografie en klederdrachten is een groot arsenaal van de door hem uitgegeven opnamen bewaard gebleven als kabinet foto’s, cartes de visite (visitekaartjes) en stereokaarten, allen voorzien van zijn naam en adres A. Jager, Water (H)110 en later Damrak te Amsterdam.
Andries Jager werd op 2 mei 1825 geboren als zoon van de Amsterdamse koopman en spiegelmaker Johannes Andries Jager in het nog steeds bestaande 18e-eeuwse monumentale pand Damrak 83, toen benoemd als Op 't water No 20 bijna recht tegenover de voetgangersbrug Papenbrug.
Twee jaar na het overlijden van zijn vader 11 februari 1843 ging de toen twintigjarig jongeman in opleiding bij de bekende Haagse boekhandelaar W.P. van Stockum. Aan het einde van zijn stageperiode kreeg hij de mogelijkheid een werkbezoek naar Parijs te maken. De bloeiperiode van de daguerreotypie en de publiciteit daaromheen kunnen Jager tijdens dat bezoek nauwelijks zijn ontgaan. In die tijd waren er in Parijs alleen al 56 fotografische vestigingen met een totale omzet van 346.500 francs, een voor die periode niet onaanzienlijk bedrag. 
Na zijn vierjarige opleiding kreeg Andries Jager naar gewoonte een aanbevelingsbrief van Van Stockum en vestigde hij zich vanaf mei 1849 in het pand direct naast zijn geboortehuis Op 't Water No 21/22. Het huisnummer daarvan werd in 1853 veranderd in 110. Na zijn huwelijk in mei 1850 met Johanna Catharina van der Meulen diende het pand tot huisvesting van zowel zijn boekhandel als zijn gezin.
De fotografietentoonstelling in Arti et Amicitiae in april 1855 op korte afstand van zijn woning en de daarna snelgroeiende belangstelling voor de fotografie moeten hem hebben gemotiveerd om over te gaan tot import en verkoop van buitenlandse (stereo)foto's. In Nederland waren in de tweede helft van de jaren 1850 ten minste drie typen stereofoto's tegelijk op de markt: de stereodaguerreotypie, het albumine glaspositief en de stereokaart, die met de bijhorende kijkapparatuur aangeduid werden als stereoscopische voorwerpen op zilver, glas en papier.
Jagers initiatief tot het zelf uitgeven van stereokaarten met Nederlandse stadsgezichten zal zijn geïnspireerd door zowel buitenlandse voorbeelden van vooral stadstopografie als door die van zijn stadgenoot Pieter Oosterhuis welke artistiek en fotografisch reeds van uitzonderlijk niveau waren.
Een waarschijnlijk tegen 1859 tot stand gekomen verbintenis tussen Jager en Oosterhuis tastte de zelfstandigheid van de fotograaf niet aan, gezien de voortzetting tot in de jaren 1860 van diens eigen rond 1857 gestarte serie Vues de Hollande. Als eerste zichtbare resultaat van deze verbintenis bracht Jager in de loop van 1859 een genummerde serie uit met grotendeels nieuwe Amsterdamse stereofoto's van Oosterhuis, aangevuld met enkele opnamen uit diens serie Vues de Hollande De serie opende met een opname van de waag op de Westermarkt door Oosterhuis gemaakt kort voor de afbraak in 1857. Mogelijk wilde Jager daarmee de herinnering aan dat fraaie gebouw levend houden en voorzag hij het etiket van een korte historische toelichting.
Opvallend zijn de verschillen in etikettering tussen de uitgaven van Jager en de zelfstandig uitgegeven serie van Oosterhuis. Waar Oosterhuis volstond met de naam van de stad en de locatie, voorzag Jager onderwerpen als stadspoorten, kerken en stations van een historische toelichting en voegde daarmee - in de lijn van zijn kwaliteiten als uitgever - aan zijn stereokaarten een informatieve meerwaarde toe.
Aangezien de verbintenis na augustus 1859 niet lijkt te zijn voortgezet, kan Oosterhuis' totale productie voor A. Jager worden geschat op ruim 70 stereofoto's die tot het beste behoren dat Jager op de vroege Nederlandse stereomarkt kon aanbieden. De oorzaak van het verbreken van de relatie is onbekend gebleven; zeker is dat de stereofotografen die daarna voor A. Jager werkten, veel minder gevoel voor compositie hadden dan Oosterhuis en meestal ook het ruimtelijk effect niet in het voordeel van het onderwerp wisten toe te passen. 
Eén van die fotografen werd Gerrit Misset, zoon van een steendrukker uit Haarlem, die na een opleiding bij de bekende Duitse 'Portretfotograaf' A. Greiner in Amsterdam, bij A. Jager in vaste dienst kwam- Ondanks de wat teruglopende belangstelling gaf Jager in de loop van de jaren 1860 nog vrij grote aantallen stereokaarten uit. 
Met de stereofotografie als vertrekpunt had A. Jager na de tentoonstelling van 1855 zijn activiteiten als belangrijke fotografische uitgever gestaag uitgebreid. Vijf jaar later, op de in 1860 in Amsterdam gehouden Tentoonstelling van Photographie, Heliographie enz., had hij zijn commerciële ommezwaai naar de fotografie bevestigd door daar prominent aanwezig te zijn als exposant en als inzender van 25 Proeven van Photographiën naar Kunstprenten.
Op het tijdstip dat de Nederlandse toeristenmarkt voor handelsfoto's nog nauwelijks was ontgonnen, had Jager al een belangrijke voorsprong opgebouwd vooral op basis van zijn uitgebreide kennis van het distributienetwerk van de boekhandel en zijn buitenlandse ervaring. Mede door het uitgeven van fotoreproducties van bekende schilderijen en romantische voorstellingen naast onderwerpen als stadsgezichten en klederdrachten op het cartes de visite en kabinetformaat, werd A. Jager Nederlands' belangrijkste 19e-eeuwse uitgever van handelsfoto's.
Noch van Jager als uitgever, noch van Oosterhuis als fotograaf is bekend bij wie ze de afwerking van negatief tot commercieel eindproduct hebben uitbesteed. Voor het maken van daglichtafhankelijke grotere aantallen contactafdrukken, het ontwikkelen, het op maat snijden. de bevestiging van de kartons en het aanbrengen van de etiketten, was niet alleen een daarvoor ingerichte bedrijfsruimte nodig maar ook professionele assistentie (van Gerrit Misset). Wel staat vast dat de drukkerij C.A. Spin het grootste deel van het drukwerk voor de firma Jager verzorgde. 
In 1885 zette Jager samen met zijn enige zoon Johannes Adam Jager de activiteiten van zijn firma voort in een voor f 30.000.- gekocht groot Herenhuis op de Binnen-Amstel toen no.196 na 1900 hernummerd tot no. 190. De daar geproduceerde uitgaven waren voornamelijk kabinet- en cartes de visite formaat leporelloalbums en luxueus gebonden albums met souvenirfoto’s van zowel Nederland en België.
Op 20 mei 1899 werd hun vennootschap officieel ontbonden en ging Andries Jager op 74-jarige leeftijd met pensioen. Met zijn vrouw verhuisde hij naar de Willemsparkweg 70 in Amsterdam. Daarnaast verbleven ze steeds vaker permanent in hun villa Bergzicht naast hun zomerhuis 'Villa Catharina' dat Jager na 1880 in Hilversum had laten bouwen. Hij is daar uiteindelijk op 17 november 1905 op 80-jarige leeftijd overleden en begraven op het kerkhof in Hilversum.